# سفیدماهی اقیانوسی
سفیدماهی اقیانوسی (نام علمی: Caulolatilus princeps) نام یک گونه از سرده کاشی‌ماهی‌های آمریکایی است.